# Đêcamét
Đêcamét hay đềcamét là đơn vị đo khoảng cách với tỉ lệ với kilômét là 1/100 kilômét (1 km = 100dam
Chữ đề-ca (hoặc trong viết tắt là da) viết liền trước các đơn vị trong hệ đo lường quốc tế để chỉ rằng đơn vị này được nhân lên 10 lần.